# Говелл (Юта)
Говелл (англ. Howell) — місто (англ. town) в США, в окрузі Бокс-Елдер штату Юта. Населення — 240 осіб (2020).

## Географія
Говелл розташований за координатами 41°46′43″ пн. ш. 112°26′53″ зх. д. / 41.77861° пн. ш. 112.44806° зх. д. (41.778746, -112.448024).  За даними Бюро перепису населення США в 2010 році місто мало площу 92,08 км², з яких 91,57 км² — суходіл та 0,51 км² — водойми.

## Демографія
Згідно з переписом 2010 року, у місті мешкало 245 осіб у 86 домогосподарствах у складі 63 родин. Густота населення становила 3 особи/км².  Було 98 помешкань (1/км²).
Расовий склад населення:
| - 97,1 % — білих - 2,9 % — осіб інших рас |

До двох чи більше рас належало 0,0 %. Частка іспаномовних становила 4,5 % від усіх жителів.
За віковим діапазоном населення розподілялося таким чином: 33,5 % — особи молодші 18 років, 52,2 % — особи у віці 18—64 років, 14,3 % — особи у віці 65 років та старші. Медіана віку мешканця становила 33,2 року. На 100 осіб жіночої статі у місті припадало 113,0 чоловіків;  на 100 жінок у віці від 18 років та старших — 111,7 чоловіків також старших 18 років.
Середній дохід на одне домашнє господарство  становив 52 059 доларів США (медіана — 46 250), а середній дохід на одну сім'ю — 57 953 долари (медіана — 57 625). За межею бідності перебувало 4,2 % осіб, у тому числі 10,2 % дітей у віці до 18 років та 0,0 % осіб у віці 65 років та старших.
Цивільне працевлаштоване населення становило 98 осіб. Основні галузі зайнятості: виробництво — 36,7 %, освіта, охорона здоров'я та соціальна допомога — 14,3 %, сільське господарство, лісництво, риболовля — 12,2 %, транспорт — 11,2 %.